# 川端町 (瀬戸市)
川端町（かわばたちょう）は、愛知県瀬戸市長根連区の町名。現行行政地名は川端町1丁目から3丁目。

## 地理
- 瀬戸市の西部に位置する[8]。西を平町、北を效範町・北脇町・孫田町、東を汗干町、南を北浦町と隣接している[8]。
- かつては田園地帯であった[9]。川端公園がある[9]。

### 河川
- 瀬戸川[8] ： 町の東から北、西にかけての町境付近を西流している。

- 瀬戸川（川端町・北脇町境）

### 学区
市立小・中学校に通う場合、学区は以下の通りとなる。また、公立高等学校普通科に通う場合の学区は以下の通りとなる。
| 町丁・丁目  | 番・番地等 | 小学校             | 中学校               | 高等学校 |
| ----------- | ---------- | ------------------ | -------------------- | -------- |
| 川端町1丁目 | 全域       | 瀬戸市立長根小学校 | 瀬戸市立水無瀬中学校 | 尾張学区 |
| 川端町2丁目 | 全域       | 瀬戸市立長根小学校 | 瀬戸市立水無瀬中学校 | 尾張学区 |
| 川端町3丁目 | 全域       | 瀬戸市立長根小学校 | 瀬戸市立水無瀬中学校 | 尾張学区 |

なお、川端町全域において特定区域における校区外通学が認められており、申請をすれば瀬戸市立效範小学校、瀬戸市立南山中学校への進学も可能である。

## 歴史

### 町名の由来
町域全体が瀬戸川の端にあたることから川端町と名付けられたと推察される。

### 沿革
- 1952年（昭和27年）11月28日 - 瀬戸市大字今字内浦・中北・後田・京保の各一部により、同市川端町として成立[2]。

## 世帯数と人口
2025年（令和7年）1月1日現在の世帯数と人口は以下の通りである。
| 町丁・丁目  | 世帯数  | 人口  |
| ----------- | ------- | ----- |
| 川端町1丁目 | 152世帯 | 291人 |
| 川端町2丁目 | 79世帯  | 191人 |
| 川端町3丁目 | 71世帯  | 176人 |
| 計          | 302世帯 | 658人 |

### 人口の変遷
国勢調査による人口の推移
| 1995年（平成7年）  | 484人 | [ 13 ] |  |
| 2000年（平成12年） | 499人 | [ 14 ] |  |
| 2005年（平成17年） | 674人 | [ 15 ] |  |
| 2010年（平成22年） | 716人 | [ 16 ] |  |
| 2015年（平成27年） | 712人 | [ 17 ] |  |
| 2020年（令和2年）  | 706人 | [ 18 ] |  |

### 世帯数の変遷
国勢調査による世帯数の推移。
| 1995年（平成7年）  | 167世帯 | [ 13 ] |  |
| 2000年（平成12年） | 192世帯 | [ 14 ] |  |
| 2005年（平成17年） | 263世帯 | [ 15 ] |  |
| 2010年（平成22年） | 278世帯 | [ 16 ] |  |
| 2015年（平成27年） | 271世帯 | [ 17 ] |  |
| 2020年（令和2年）  | 297世帯 | [ 18 ] |  |

## 交通

### 鉄道
愛知環状鉄道・愛知環状鉄道線 ： 町の東部を南北に走っている。最寄り駅は瀬戸市駅。
※町内は走っていないが、名鉄瀬戸線の新瀬戸駅・水野駅も最寄りの駅である。
- 愛知環状鉄道線（川端町内）

### バス
瀬戸市コミュニティバス「こうはん線」
- イオン瀬戸みずの店 - 東山町 - 陶生病院 系統 ： やすらぎ会館バス停

- やすらぎ会館バス停

### 道路
- 愛知県道22号瀬戸環状線 ： 町の西部を南北に通っている。
- 愛知県道208号上半田川名古屋線[8] ： 2丁目と3丁目の境界部を南北に通っている。

## 施設
- 瀬戸市やすらぎ会館 ： 1993年（平成5年）4月開館[19]。市民の福祉の向上並びに健康の保持及び増進を図るための施設[19]。瀬戸市社会福祉協議会が管理・運営をしている[20]。正式名称は、福祉保健センター[20]。
- エホバの証人の王国会館 尾張瀬戸会衆 ： 宗教法人[21]。

- 瀬戸市やすらぎ会館
- エホバの証人の王国会館

## その他

### 日本郵便
- 郵便番号 : 489-0915[6]（集配局：瀬戸郵便局[22]）。